# سيدني هيل
سيدني هيل (بالإنجليزية: Sydney Hill)‏ هو نقابي وسياسي بريطاني (وحمل سابقاً جنسية المملكة المتحدة لبريطانيا العظمى وأيرلندا)، ولد في 29 أكتوبر 1902، وتوفي في 17 أغسطس 1968.